# Blowback (album)
Pour les articles homonymes, voir Blowback.
Albums de Tricky
Juxtapose
(1998) A Ruff Guide
(2002)
Blowback est le sixième album du rappeur / producteur de Bristol (Angleterre) Tricky, sorti en 2001.
Alanis Morissette, les Red Hot Chili Peppers sans Chad Smith, Cyndi Lauper, Ed Kowalczyk, Hawkman, Stephanie McKay et Ambersunshower sont invités sur l'album. Something in the Way est une reprise du titre de Nirvana, sorti en 1991 sur l'album Nevermind. Cet album est sorti en version limitée avec un CD en bonus.

## Titres
| No  | Titre                                                          | Durée |
| --- | -------------------------------------------------------------- | ----- |
| 1.  | Excess (avec Alanis Morissette)                                | 4:43  |
| 2.  | Evolution Revolution Love (avec Ed Kowalczyk et Garrison Hawk) | 4:09  |
| 3.  | Over Me                                                        | 2:57  |
| 4.  | Girls                                                          | 4:21  |
| 5.  | You Don't Wanna                                                | 5:25  |
| 6.  | #1 Da Woman                                                    | 2:40  |
| 7.  | Your Name                                                      | 3:35  |
| 8.  | Diss Never (Dig Up We History)                                 | 2:50  |
| 9.  | Bury the Evidence                                              | 4:51  |
| 10. | Something in the Way (reprise de Nirvana)                      | 3:24  |
| 11. | Five Days (avec Cyndi Lauper)                                  | 4:19  |
| 12. | Give It to 'Em                                                 | 3:04  |
| 13. | A Song for Yukiko                                              | 4:10  |